# Bourg-de-Visa

Bourg-de-Visa este o comună în departamentul Tarn-et-Garonne din sudul Franței. În 2009 avea o populație de 397 de locuitori.

## Evoluția populației
| An        | 1975 | 1982 | 1990 | 1999 | 2006 | 2009 |
| --------- | ---- | ---- | ---- | ---- | ---- | ---- |
| Populație | 431  | 406  | 424  | 430  | 407  | 397  |